# Lutz Remus
Lutz Remus (ur. 30 września 1960) – wschodnioniemiecki zapaśnik walczący w stylu wolnym.
Złoty medalista mistrzostw Europy w 1985; piąty w 1986 roku.
Mistrz NRD w 1981, 1983, 1984, 1985 i 1988; trzeci w 1982, 1986 i 1987 roku.